# Tuř
Tuř är en ort i Tjeckien. Den ligger i den centrala delen av landet, 80 km öster om huvudstaden Prag. Tuř ligger 263 meter över havet och antalet invånare är 110.
Terrängen runt Tuř är platt.Runt Tuř är det ganska glesbefolkat, med 50 invånare per kvadratkilometer. Närmaste större samhälle är Jičín, 6,6 km nordväst om Tuř. Trakten runt Tuř består till största delen av jordbruksmark.